# Vértesi Péter (matematikus)
Vértesi Péter András Etele (Budapest, 1941 július 12. – 2024. július 16.) matematikus, az MTA köztestületének tagja.

## Szülei
Szülei Weisz István hitközségi tisztviselő és Goldschmied Berta voltak.

## Pályája
Pályafutását az ELTE Geometria Tanszékén kezdte tanársegédként, viszont Kis Ottó révén az approximációelmélet lett a fő érdeklődési területe, ezért átment az MTA Rényi Alfréd Matematikai Kutató Intézetbe, Freud Géza osztályára. 1974-tõl nyugdíjba vonulásáig volt az Intézet kutatója, közben tudományos tanácsadó is lett ott; egy ideig az Analízis osztály vezetője, 2014-ben nyerte el a professor emeritus címet. Mintegy kétszáz dolgozatot publikált az approximációelmélet témakörében, köztük hatot Erdős Pállal közösen (tehát Erdős-száma 1).
1982-ben az MTA által megkapja a matematika tudomány doktora fokozatot (DSc) matematika- és számítástudományokból.
A Budapesti Műszaki és Gazdaságtudományi Egyetem Matematika- és Számítástudományok Doktori Iskola oktatója volt.
Kutatási területe az approximációs eljárások, az interpoláció és az ortogonális polinomok témája volt.

## Szervezeti tagságok
- MTA Matematikai Tudományos Bizottság
- Bolyai János Matematikai Társulat Ellenőrző Bizottságának tagja

## Díjak, kitüntetések
- Grünwald Géza Emlékérem II. fokozat (1969)[3]
- Rényi-díj (1984)[4]
- Akadémiai Díj (2001, Kroó Andrással megosztva) a többváltozós polinomegyenlőtlenségek és a súlyozott interpoláció területén elért eredményeikért[5]

## Művei
- Kis Ottó – Vértesi Péter: Numerikus és grafikus módszerek. Budapest: Tankönyvkiadó. 1966.
- Kis Ottó – Vértesi Péter: Ob odnom novom interpolâcionnom processe. Budapest: Akadémiai Nyomda. 1967.
- Vértesi Péter (szerk.) – [et al.]: Approximation theory and function series : dedicated to Károly Tandori on his 70th birthday. Budapest: János Bolyai Mathematical Society. 1996.  = Bolyai Society mathematical studies,  5.